# Aristió de Paros
Aristió de Paros fou un escultor grec del segle vi abans de la nostra era. Les obres que se li atribueixen daten d'entre el 540 al 525 ae.

## Biografia
Procedia de l'illa de Paros. Treballà entre el 550 i el 520 ae. Se'l coneix per signatures de pedestals d'estàtues. El seu estil i la seua relació amb l'escultura de Paros del segle vi ae ha estat objecte de polèmica.

## Obres
Aristió no està documentat pas pels escriptors antics, però s'han trobat algunes signatures seues en monuments funeraris, totes a l'Àtica: per això és el primer escultor grec arcaic conegut pel seu nom. El 1839 i 1858 es van trobar a l'Àgora d'Atenes tres fragments d'una base del monument funerari d'Antíloc, amb la seua signatura, la inscripció de la qual és semblant a la de la Kore de Frasiclea. Per la forma del buit de la part superior del monument d'Antíloc, sembla que la base degué sostenir una columna que al seu torn estava rematada per una esfinx o un kuros. La troballa s'ha datat del 540-530 ae. Es conserva al Museu Epigràfic d'Atenes amb el núm. inv. 10647-8. Una altra base d'estàtua del Ceràmic era dedicada a un difunt anomenat Xenòfant.

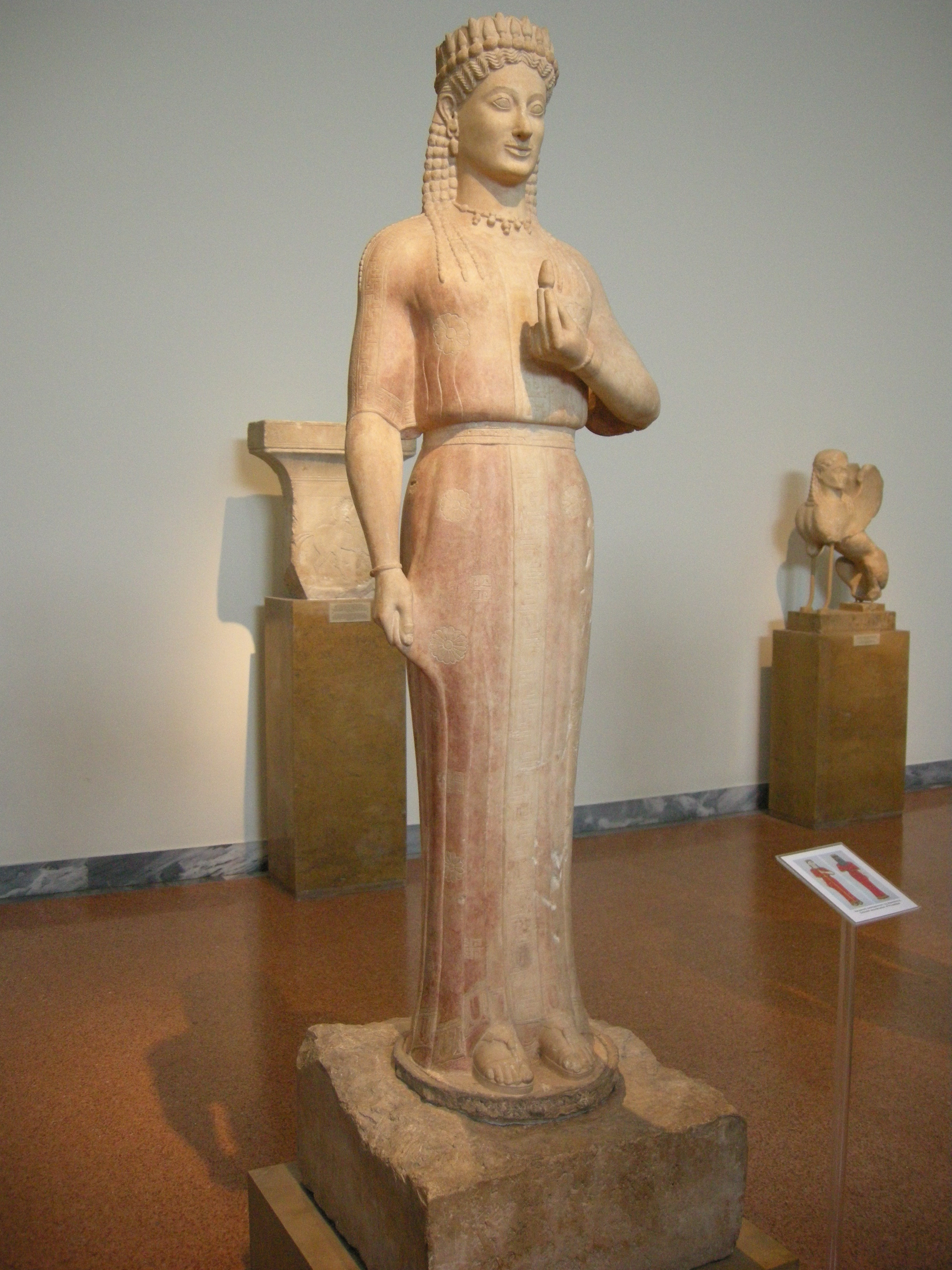
Kore de Frasiclea d'Aristió de Paros

Segons alguns erudits, l'estela de la tomba de l'hoplita Aristió, creada per l'escultor Arístocles, es trobava damunt la tomba d'Aristió de Paros. Fa 2,40 m d'alçada. L'escultor va aconseguir plasmar la silueta del guerrer amb un gran mestratge. S'ha datat de l'any 510 abans de la nostra era. Aquesta estela és un dels exemplars més tardans de l'escultura arcaica atenesa.

## Recepció
Respecte a la Kore de Frasiclea, l'opinió més estesa és que hauria d'il·lustrar la forta influència de l'entorn artístic forà en l'obra d'Aristió. L'arqueòloga Brunilde Sismondo Ridgway sosté que Aristió també va crear els frisos de l'est i nord del Tesaurus dels Sifnis de Delfos. Elena Walter-Karydi rebutja una equiparació amb aquest escultor anomenat Mestre B, per raons estilístiques.